# リチャード・カール・ヒャルマル・フレイ
リチャード・カール・ヒャルマル・フレイ（Richard Karl Hjalmar Frey、1886年5月1日–1965年1月7日）は、フィンランドの昆虫学者。
ヘルシンキ生まれ。1919年から1955年までヘルシンキ大学のフィンランド自然史博物館の昆虫学部長を務め、1951年に同大の教授となる。特に ハエ目（双翅目）の昆虫に関心が強く、同目の新タクサ（新属や新種）を多数記載した。 またフィンランド産に限らず外国産の昆虫にも関心をもち、特にマデイラ諸島やカーボベルデ産のハエ目の研究で知られる。 資料収集にも熱心で、交換による標本収集のほかに、Georg Böttcher（1865–1915）のフィリピン産ハエ目コレクションをはじめとして多くのコレクションを購入して標本資料の充実を図った。これらの標本類は、フレイの退職後にフィンランド大学が買い取りフィンランド自然史博物館に収蔵されている。 